# جيم بيترسون
جيم بيترسون (بالإنجليزية: Jim Peterson)‏ هو لاعب كرة قاعدة أمريكي، ولد في 18 أغسطس 1908 في فيلادلفيا في الولايات المتحدة، وتوفي في 8 أبريل 1975 في بالم بيتش في الولايات المتحدة.

## وصلات خارجية
- جيم بيترسون على موقع دوري كرة القاعدة الرئيسي (الإنجليزية)
- جيم بيترسون على موقعبيزبول رفرنس.كوم (الدوري الرئيسي) (الإنجليزية)
- جيم بيترسون على موقعبيزبول رفرنس.كوم (الدوري الثانوي) (الإنجليزية)